# Buchheim (distrito de Tuttlingen)
Buchheim (pronunciación en alemán: /ˈbuːxˌhaɪ̯m/ⓘ) es un municipio alemán situado en el distrito de Tuttlingen, en el estado federado de Baden-Wurtemberg. Tiene una población estimada, a fines de 2020, de 702 habitantes.
Está ubicado en una cadena de montañas de la Jura de Suabia, a la derecha del Danubio.
Fue mencionado por vez primera como aldea perteneciente al condado de Scherra en un documento escrito de la abadía de San Galo del año 861.